# Кент Нароус (Мериленд)
Кент Нароус (енгл. Kent Narrows) насељено је место без административног статуса у америчкој савезној држави Мериленд.

## Демографија
По попису из 2010. године број становника је 567, што је 0 (0,0%) становника више него 2000. године.
| Група             | 2000.       | 2010.       |
| Белци             | 539 (95,1%) | 551 (97,2%) |
| Афроамериканци    | 16 (2,8%)   | 9 (1,6%)    |
| Азијати           | 1 (0,2%)    | 4 (0,7%)    |
| Хиспаноамериканци | 7 (1,2%)    | 1 (0,2%)    |
| Укупно            | 567         | 567         |